# Pappa e ciccia (serie televisiva)
Pappa e ciccia (Roseanne) è stata una sit-com statunitense andata in onda per dieci stagioni (1988-1998) sul canale ABC, vincitrice di numerosi Emmy Awards. La serie creata da Matt Williams, già sceneggiatore de I Robinson vede come protagonista la famiglia Conner, tipica famiglia della classe medio bassa statunitense.
La serie è riuscita a fondere comicità e dramma, toccando temi importanti come la povertà, l'obesità, il femminismo e l'omosessualità. Il 16 maggio 2017 la ABC ha annunciato che verrà prodotta una decima stagione, composta da 9 episodi, in onda dal 27 marzo 2018. Dopo un commento ritenuto razzista pubblicato da Roseanne Barr nel suo Twitter, la ABC ha deciso di cancellare la serie.
Uno spin-off dal titolo The Conners, viene trasmesso dal 16 ottobre 2018.
In italiano la serie è stata trasmessa dalla rete televisiva italiana Canale 5 dal 12 ottobre 1992 al 1998.

## Trama
La serie parla di Annarosa (Roseanne in versione originale), il marito Dan, e i tre figli Becky, Darlene e DJ, protagonisti di diverse situazioni.

## Episodi
| Stagione         | Episodi | Prima TV originale | Prima TV in italiano |
| ---------------- | ------- | ------------------ | -------------------- |
| Prima stagione   | 23      | 1988-1989          | 1992                 |
| Seconda stagione | 24      | 1989-1990          | 1992                 |
| Terza stagione   | 25      | 1990-1991          | 1992                 |
| Quarta stagione  | 25      | 1991-1992          | 1993                 |
| Quinta stagione  | 25      | 1992-1993          | 1994                 |
| Sesta stagione   | 25      | 1993-1994          | 1995                 |
| Settima stagione | 26      | 1994-1995          | 1996                 |
| Ottava stagione  | 25      | 1995-1996          | 1997                 |
| Nona stagione    | 24      | 1996-1997          | 1998                 |
| Decima stagione  | 9       | 2018               | inedita              |

## Personaggi

### Personaggi principali
- Annarosa Conner (in inglese Roseanne Conner), interpretata da Roseanne Barr, doppiata da Margherita Sestito (st. 1-5) e da Carmen Onorati (st. 6-9).
 La protagonista della serie. Madre di tre bambini, è una donna sovrappeso, prepotente, chiassosa, che cerca sempre di intromettersi nella vita dei suoi amici e familiari. Nella versione italiana, è di origini napoletane.
- Dan Conner, interpretato da John Goodman, doppiato da Stefano De Sando.
 Il marito di Annarosa, più tranquillo e rilassato di lei. Si arrabbia più raramente.
- Marjorie 'Jackie' Harris, interpretata da Laurie Metcalf, doppiata da Silvia Pepitoni.
Sorella minore di Annarosa, è una donna di buon cuore ma nevrotica, insicura e problematica. Ha una vita molto instabile dal punto di vista sia lavorativo sia sentimentale.
- Rebecca 'Becky' Conner Healy, interpretata da Lecy Goranson (st. 1-5; 8) e da Sarah Chalke (st. 6-7; 9), doppiata da Barbara De Bortoli.
La figlia primogenita, è la classica adolescente interessata al trucco, la moda e i ragazzi. Pur essendo un po' viziata ed egoista, è la meno problematica dei tre figli e prende sempre ottimi voti.
- Darlene Conner Healy, interpretata da Sara Gilbert, doppiata da Federica De Bortoli.
 È la figlia secondogenita va male a scuola ed è brava negli sport. Cinica e sarcastica, nelle ultime stagioni svilupperà un interesse per l'arte.
- David Jacob 'D.J.' Conner, interpretato da Michael Fishman, doppiato da Alida Milana (prima voce) e da Paola Majano (seconda voce).
 Il figlio più piccolo. È il più semplice e ingenuo della famiglia seppure sia anche molto dispettoso, soprattutto verso le sorelle.

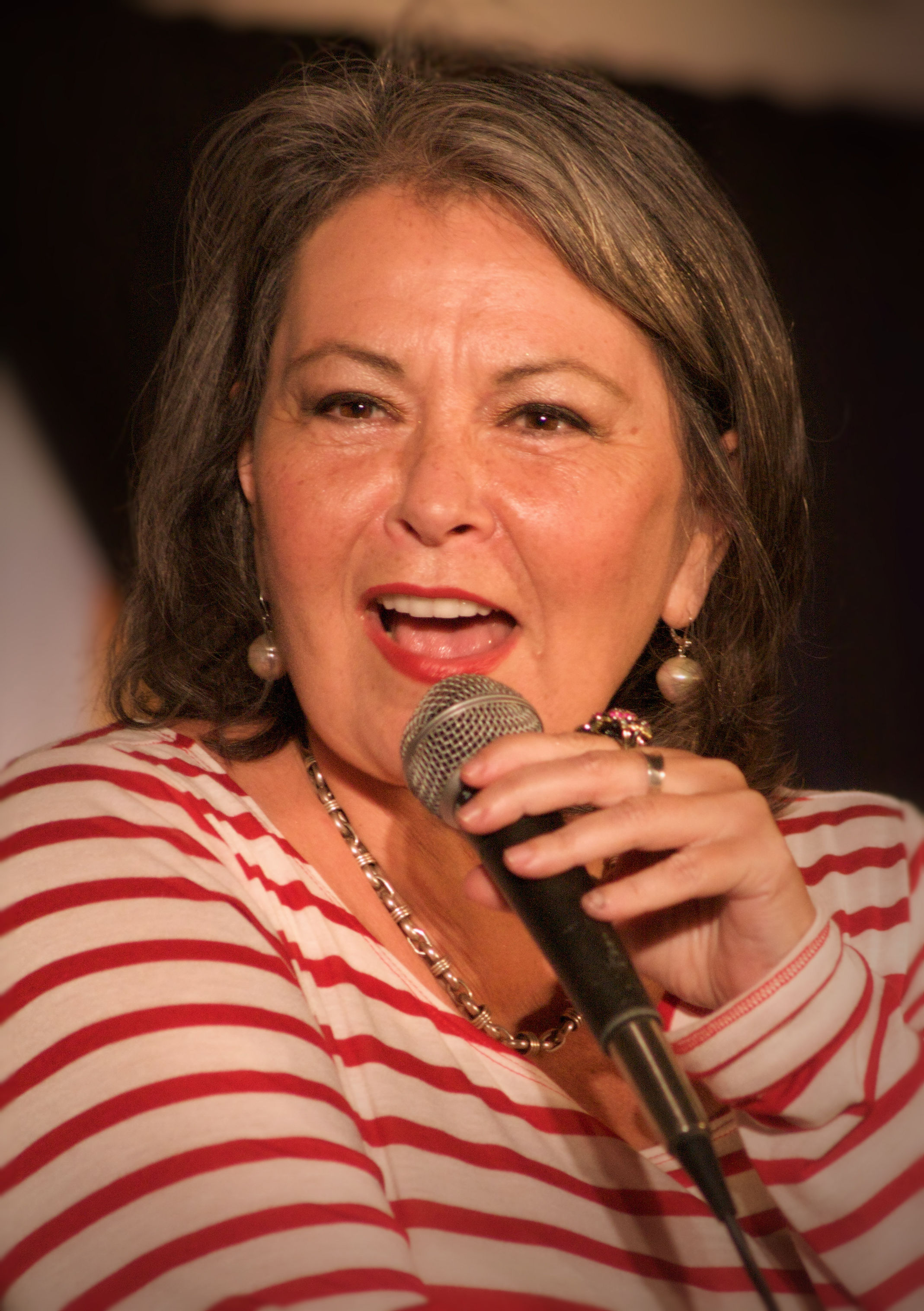
Roseanne Barr
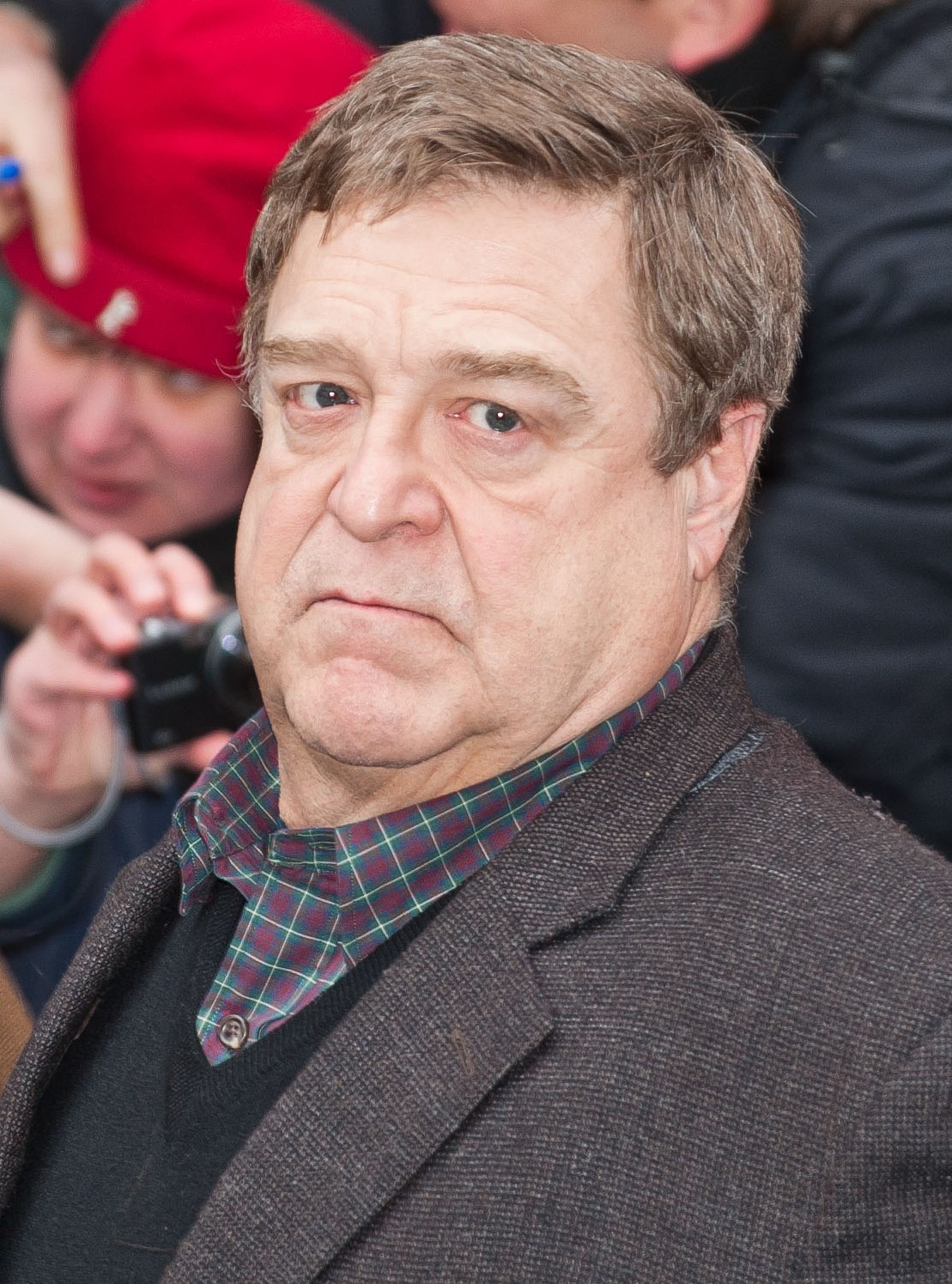
John Goodman
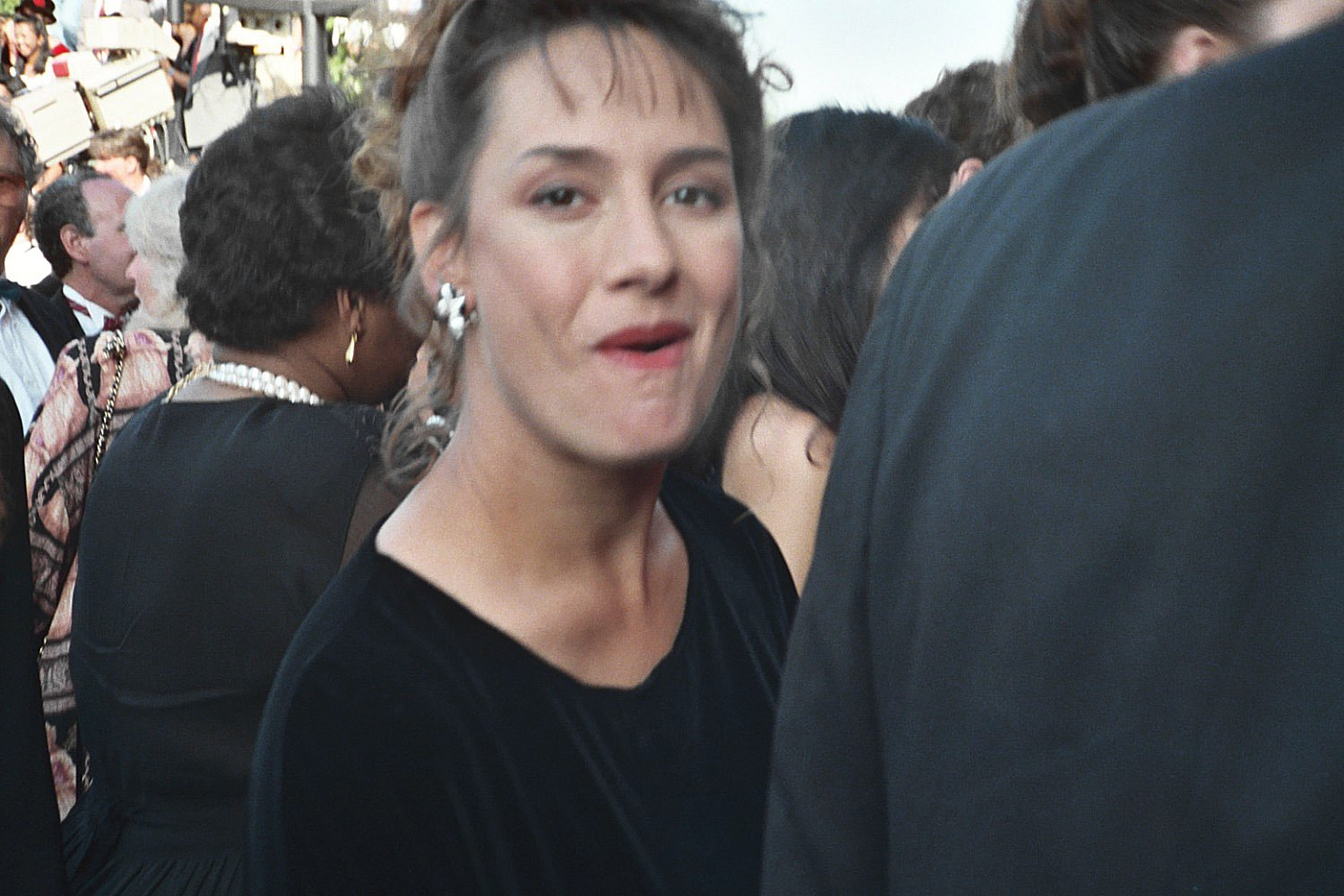
Laurie Metcalf
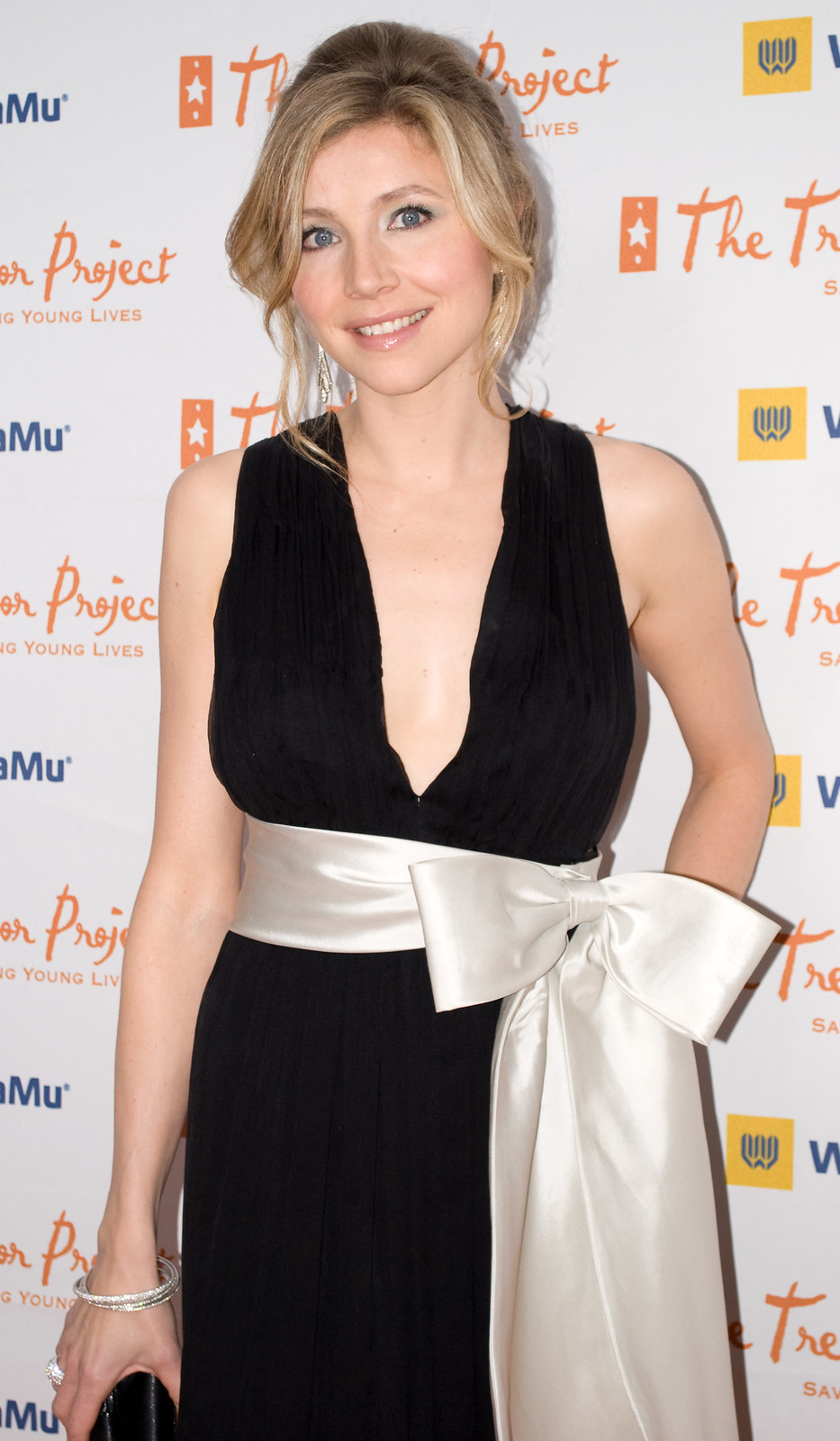
Sarah Chalke
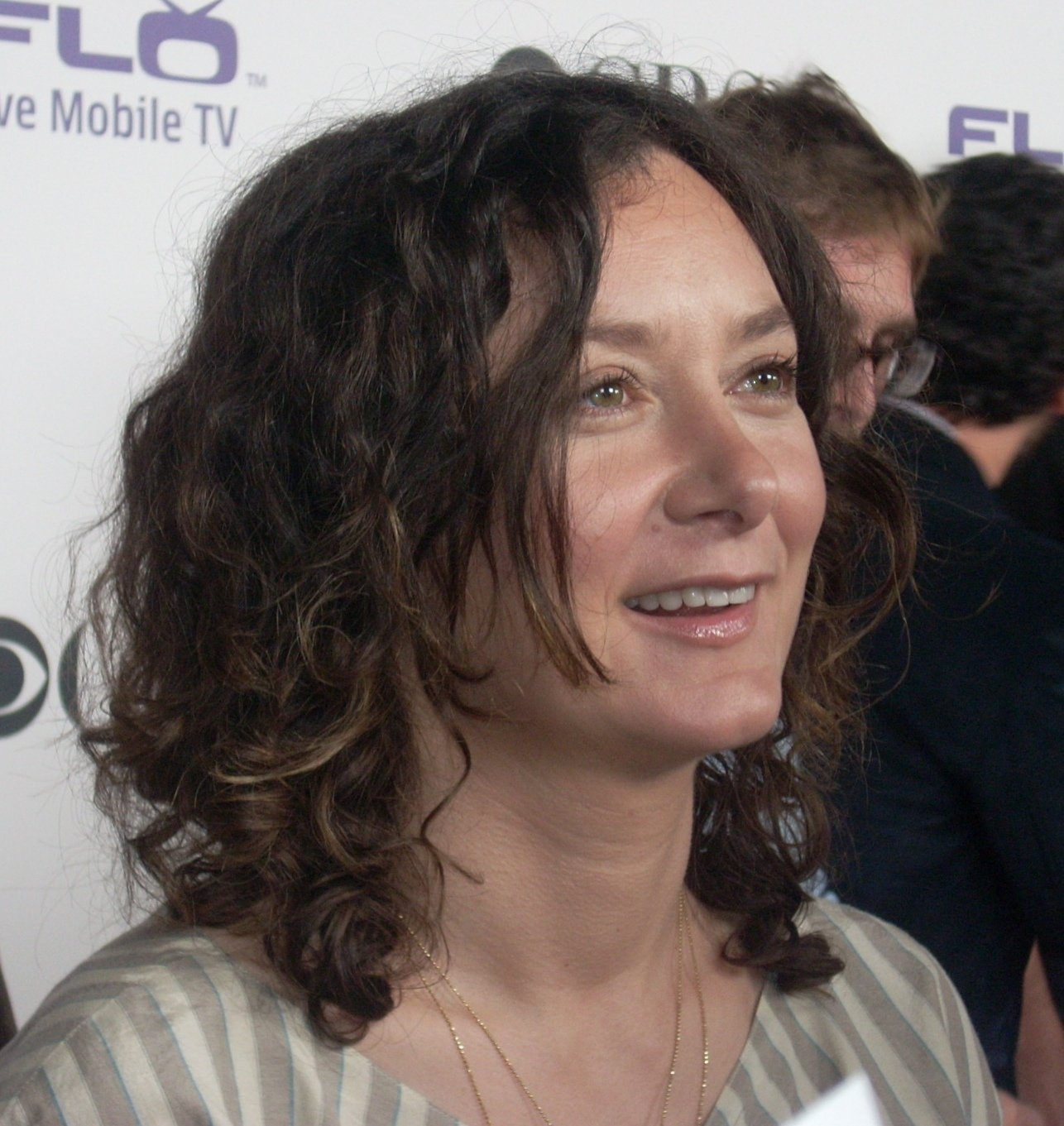
Sara Gilbert

### Altri personaggi
- Mark Healy, interpretato da Glenn Quinn, doppiato da Christian Iansante
- David Healy, interpretato da Johnny Galecki, doppiato da Giorgio Milana
- Palmira Harris (in inglese Beverly "Bev" Harris), interpretata da Estelle Parsons, doppiata da Isa Di Marzio (prima voce) e da Mirella Pace (seconda voce)
- Leon Carp, interpretato da Martin Mull
- Nancy Bartlett, interpretata da Sandra Bernhard
- Crystal Anderson Conner, interpretata da Natalie West
- Andy Harris, interpretato da Garett Hazen (st. 7-8), Kent Hazen (st. 7-8), Trevor Battaglia (st. 9) e Tyler Battaglia (st. 9)
- Booker Brooks, interpretato da George Clooney
- Nana Mary, interpretata da Shelley Winters
- Marla, interpretata da Morgan Fairchild
- Ed Conner, interpretato da Ned Beatty

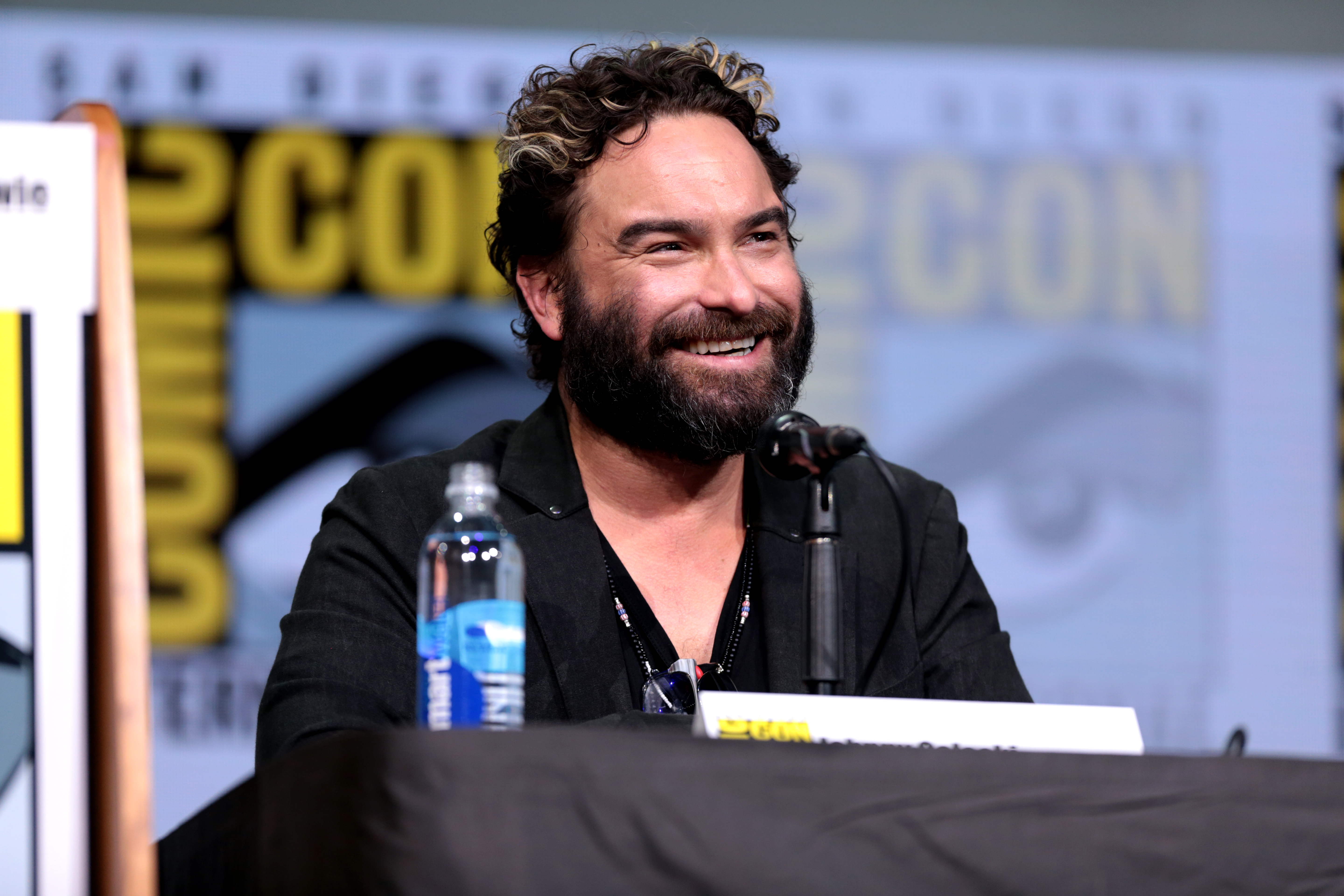
Johnny Galecki
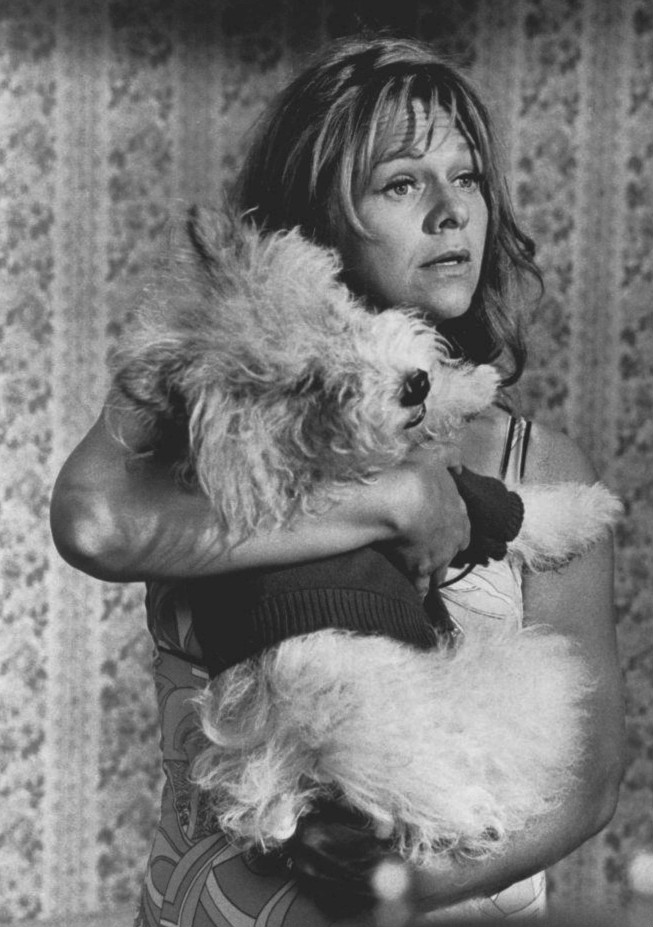
Estelle Parsons
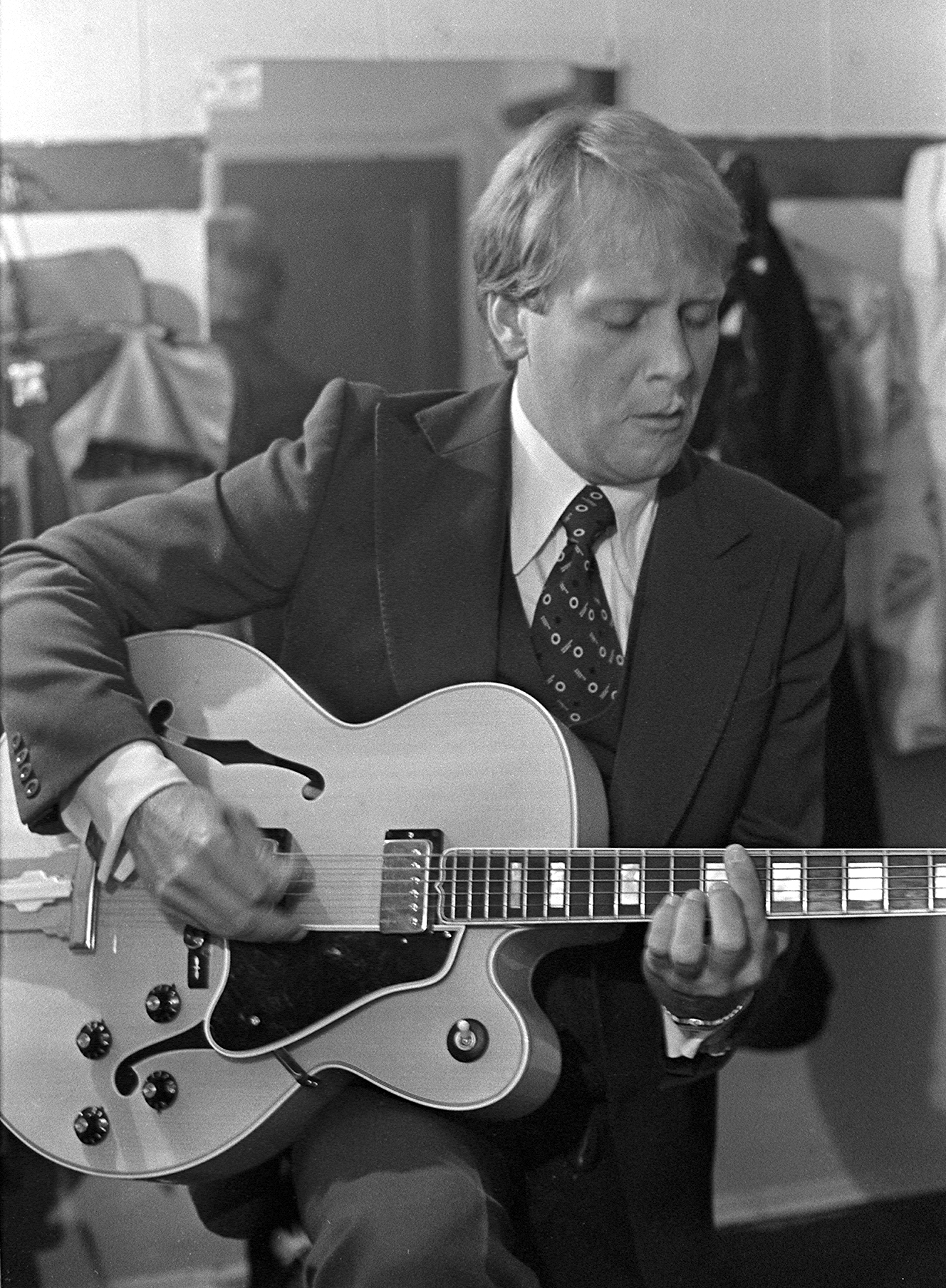
Martin Mull
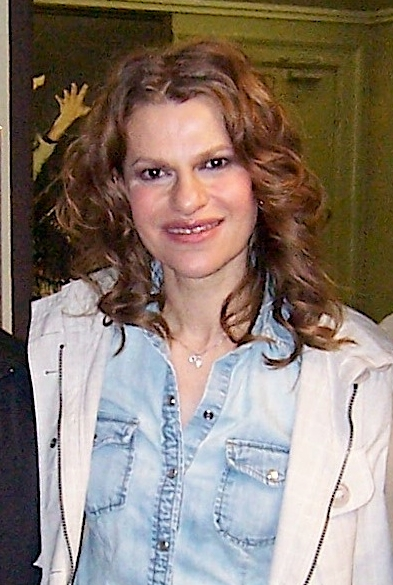
Sandra Bernhard
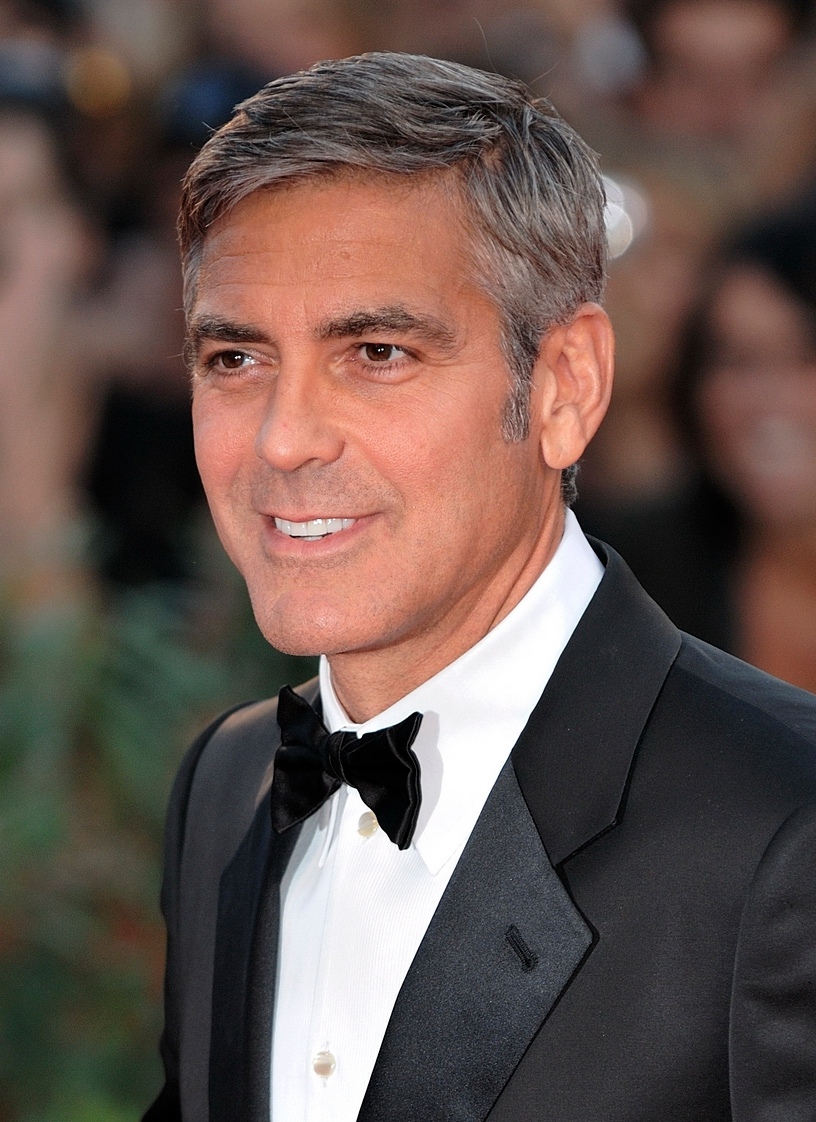
George Clooney
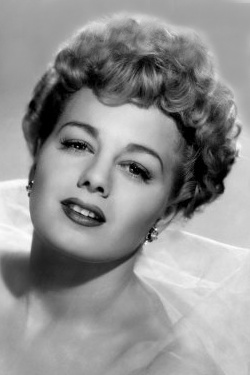
Shelley Winters
Morgan Fairchild
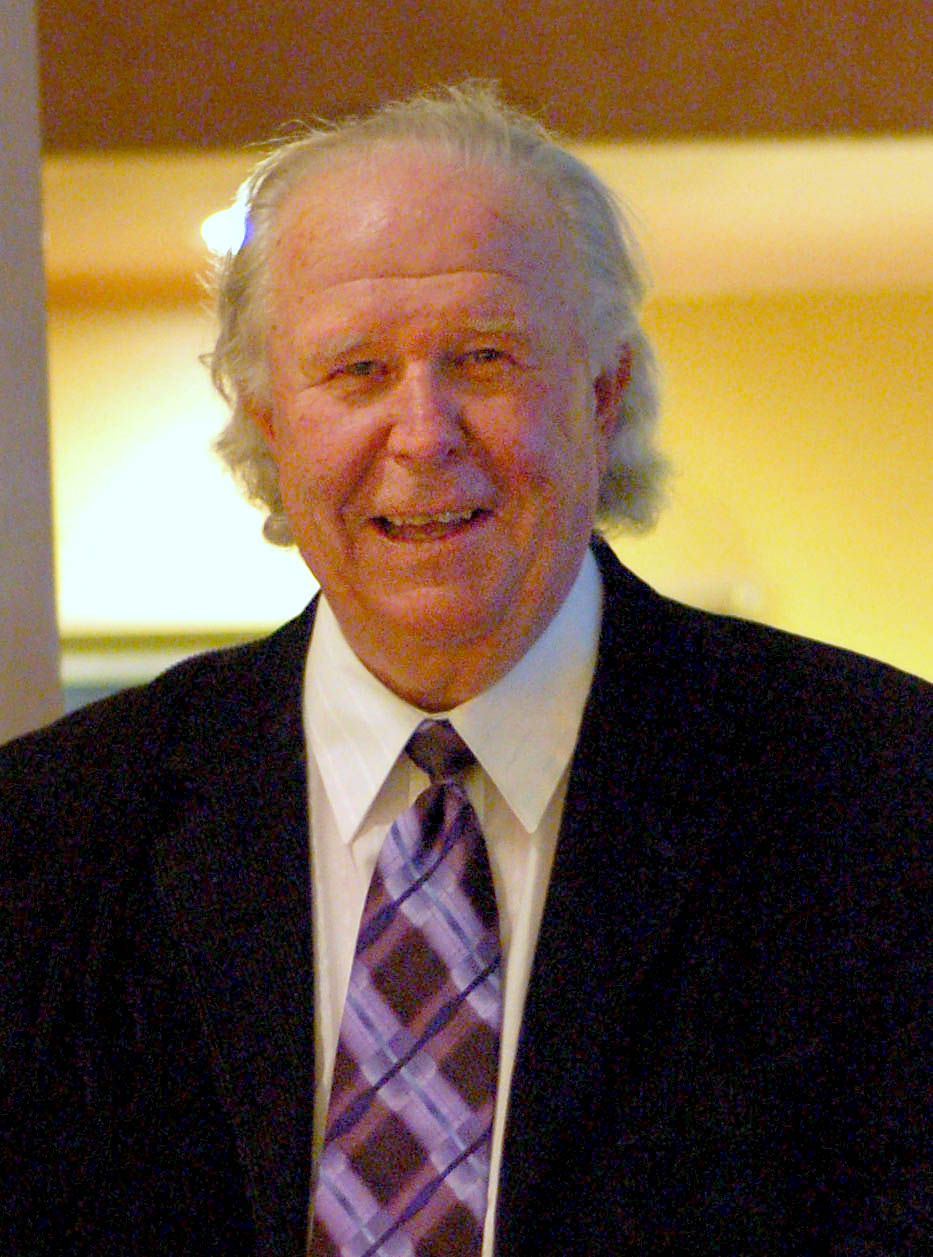
Ned Beatty

### Guest star
- Heather Matarazzo
- Joseph Gordon-Levitt
- Stephen Dorff
- Traci Lords
- Jay O. Sanders
- Tim Curry
- James Brolin
- Alyson Hannigan
- Ellen DeGeneres
- Leonardo DiCaprio
- Tobey Maguire
- Danielle Harris
- Joan Collins
- Sharon Stone
- Jerry Springer
- Steven Seagal
- Alley Mills
- Fabio Lanzoni

## Produzione
Preparando idee per nuovi spettacoli, Marcy Carsey e Tom Werner della Carsey-Werner Productions hanno deciso di considerare il concetto di madre lavoratrice come una voce centrale. Fino a quel momento c'erano stati innumerevoli spettacoli con madri lavoratrici, ma pochi li trattavano come qualcosa di diverso da un'aggiunta al padre in famiglia. Werner aveva suggerito di prendere una possibilità su Barr, che avevano visto al Tonight Show. L'atto di Barr all'epoca era il personaggio della "dea domestica", ma come spiegano Carsey e Werner, lei aveva la voce e l'attitudine distintive per il personaggio e fu in grado di trasformarsi nell'eroina della classe lavoratrice che immaginavano. Molte prime sceneggiature furono scritte da donne: Grace McKeaney, Lauren Eve Anderson e Laurie Gelman, e la regia di Ellen Gittelsohn.

## Premessa
Lo show è incentrato sui Conner, una famiglia della classe operaia che vive al 714 Delaware Street nella piccola città di Lanford, Illinois. Sebbene nominalmente nella contea di Fulton, a diverse ore da Chicago, in seguito vari riferimenti nel corso degli episodi suggerirono che la città si trovasse nelle vicinanze di Aurora, Elgin e DeKalb, tutte cittadine molto più vicine a Chicago. In un'intervista del 2018, Barr dichiarò che l'ambientazione della serie era ispirata ad Elgin. La famiglia è composta da Roseanne, sposata con il marito Dan, e dai loro tre figli: Becky, Darlene e DJ. Più tardi nella serie, Roseanne rimane di nuovo incinta e dà alla luce un bambino che vien chiamato Jerry Garcia Conner.
Molti critici considerano lo show come una delle prime sit-com a mostrare realisticamente una famiglia americana della working class, con due genitori che lavorano fuori casa, così come notevolmente sovrappeso, senza che questo diventi il fulcro della battute e delle scene comiche.
La realizzazione delle riprese sono state fatte ad Evansville, Indiana, la città natale del produttore della prima stagione Matt Williams. Le riprese esterne erano invece di una vera casa situata a Evansville, nella 619 S. Runnymeade Avenue, a pochi isolati dall'Alma Mater di Williams, l'Università di Evansville.
Il fratello e la sorella di Roseanne Barr sono gay, cosa che l'ha spinta a introdurre personaggi e problemi gay nello show. "Il mio show cerca di mostrare varie aspetti della vita reale, e gli omosessuali sono una realtà", ha detto Barr. Le storie provocatorie sono state parte integrante della serie durante tutta la sua durata; la Barr ha dichiarato che si trattava di questioni che gli americani della classe operaia sperimentano nella loro vita quotidiana e che solo poche sit-com lo affrontano nei loro script.

## Revival

### Stagione 10
Il 28 aprile 2017, venne annunciato che la ABC e Netflix erano interessate a riportare la serie in onda. Barr, Goodman e Gilbert sono stati scritturati per i loro ruoli precedenti, ed era considerato probabile anche il ritorno di Metcalf.
Barr, Tom Werner, Bruce Helford avrebbero prodotto la serie, insieme a Gilbert, che sarebbe stato il produttore esecutivo mentre Helford e Whitney Cummings si sarebbero occupati della supervisione. Lo sceneggiatore originale Norm MacDonald ha dichiarato di aver lavorato a otto degli episodi.
Nel maggio 2017 ABC diede il via alla produzione dei nuovi episodi. Fu confermata la partecipazione di Metcalf, Fishman, Goranson e Chalke. Chalke, che aveva interpretato il personaggio Becky, nelle stagioni successive ha interpretato il personaggio di Andrea, una donna sposata che assume Becky come madre surrogata. Glenn Quinn, che interpretava il marito di Becky, Mark, morì nel dicembre 2002 a causa di un'overdose di eroina all'età di 32 anni. Il 1º dicembre 2017 è stato annunciato che Johnny Galecki avrebbe ripreso il ruolo di David Healy per un episodio.
La produzione di nove nuovi episodi è iniziata nell'autunno del 2017 e si è conclusa a metà dicembre. Il revival presenta il cast originale delle nove stagioni precedenti. I set della casa Conner sono stati replicati nello stesso studio in cui lo spettacolo è stato girato per le nove stagioni originali. La trasmissione della stagione 10 è stata programmata per il 27 marzo 2018.
Il 21 settembre 2017 è stato rivelato che Emma Kenney avrebbe interpretato Harris Conner Healy, la figlia di Darlene, nata nella stagione 9.
Il 7 dicembre 2017 è stato confermato che Estelle Parsons e Sandra Bernhard sarebbero tornate alla serie, la Parsons in due episodi e la Bernhard in uno.
Il 25 febbraio 2018 è stato rivelato sull'account ufficiale Twitter dello show che il trailer del revival sarebbe stato presentato in anteprima durante i Premi Oscar 2018. Per promuovere lo spettacolo, ABC ha sponsorizzato la gara della NASCAR Xfinity Series all'Auto Club Speedway nominandola Roseanne 300.
Il 26 marzo 2018, Sara Gilbert ha rivelato a Good Morning America che il suo sketch con John Goodman su The Talk (sviluppato e co-condotto dalla stessa Gilbert) nei panni dei loro stessi personaggi di Pappa e Ciccia, le ha dato l'ispirazione a raggiungere i suoi compagni di cast per riportare in scena lo spettacolo.
Il 28 marzo 2018 Roseanne Barr ha fatto eco alle dichiarazioni di Gilbert al The Wendy Williams Show Show e ha anche confermato che lo sketch di Gilbert su The Talk è diventato virale su Internet.
La decima stagione di Pappa e ciccia è stata presentata per la prima volta il 27 marzo 2018, con due episodi. È stato ignorato del tutto l'episodio finale della nona stagione, dove veniva rivelato che l'intera serie, come vista dallo spettatore, era in realtà una storia immaginata da Roseanne rimaneggiando "a proprio favore" gli eventi della sua vita (tra le altre cose, aveva davvero subito la perdita del marito a seguito dell'attacco di cuore subito alla fine dell'ottava stagione). Darlene, ora separata e disoccupata, torna nella famiglia Conner con i suoi due figli Harris (la cui esistenza è l'unico elemento sopravvissuto della Stagione 9, anche se il personaggio è di parecchi anni più giovane) e Mark (la cui presentazione di genere è causa di conflitto).
Roseanne e Dan hanno perso peso, ma ora sono in cura. DJ ha prestato servizio nell'esercito e ora ha una figlia di nome Mary (con la moglie di DJ che è ancora in servizio all'estero) e Jerry è via in Alaska su un peschereccio. All'inizio del primo episodio viene rivelato che Roseanne e Jackie non si rivolgono la parola dalle elezioni presidenziali del 2016 (Roseanne aveva votato per Donald Trump mentre Jackie aveva votato per Jill Stein nonostante non avesse idea di chi fosse, descrivendola come "un dottore"). I due si riconciliano grazie all'intervento di Darlene. Nel frattempo, alla disperata ricerca di denaro, Becky, che ha lottato per sbarcare il lunario dopo la morte di suo marito Mark, accetta di fungere da madre surrogata per una donna di nome Andrea (Sarah Chalke). Sia Roseanne che Dan si oppongono, poiché gli ovuli di Becky saranno usati per la gravidanza.

#### Responso della critica
La decima stagione è stata accolta positivamente dalla critica. Su Rotten Tomatoes ha un indice di gradimento del 75% con un voto medio di 6,74 su 10, basato su 68 recensioni. Il commento del sito recita: "Il ritorno di Pappa e ciccia trova intatto il formato classico dello spettacolo, il cast originale e l'umorismo puntuale, anche se l'ultima serie di episodi soffre di un'esecuzione sporadicamente irregolare", mentre su Metacritic ha un punteggio di 69 su 100, basato su 31 recensioni, che indica "recensioni generalmente favorevoli". L'attore Tom Arnold ha recensito positivamente il revival, lodando in particolare la performance di Metcalf.
Il presidente degli Stati Uniti Donald Trump, che Roseanne Barr ha sostenuto pubblicamente, ha telefonato per congratularsi con lei per il successo della première. Barr ha descritto la chiamata come "piuttosto eccitante", affermando in un'intervista a Good Morning America che Trump "conosce davvero le valutazioni e come misurano le cose". Ha commentato che lo show avrebbe continuato ad affrontare i problemi attuali degli Stati Uniti, sperando che avrebbe "aperto una conversazione civile tra le persone invece di limitarsi al fango".

### Cancellazione
Il 30 marzo 2018, la serie venne rinnovata per l'undicesima stagione di 13 episodi, dopo il successo dei primi due episodi.
Il 29 maggio 2018, Barr ha pubblicato un messaggio su Twitter scrivendo "fratellanza musulmana e pianeta delle scimmie ha avuto un bambino = vj". Il tweet si riferiva a Valerie Jarrett, consulente senior dell'ex presidente americano Barack Obama. Il tweet è stato criticato sui social media per i suoi tratti ritenuti razzisti, tra cui uno degli ex di Barr, Tom Arnold. Barr ha difeso il tweet come una "barzelletta" e ha dichiarato in un post successivo: "L'ISLAM non è una RAZZA, l'Islam include OGNI RAZZA di persone". Barr ha poi cancellato il tweet e ha postato delle scuse, affermando che era "davvero dispiaciuta di aver fatto una brutta scherzata sulla politica [di Jarrett] e sul suo aspetto".
Sulla scia del post, il produttore di consulenze Wanda Sykes ha annunciato che non sarebbe più stata coinvolta nel programma. ABC alla fine annunciò più tardi che aveva annullato la decisione di rinnovo e cancellò la serie; il presidente della rete Channing Dungey ha dichiarato che le dichiarazioni di Barr erano "aberranti, ripugnanti e incoerenti con i nostri valori". ABC ha successivamente trasmesso una replica, mentre Hulu e i canali via cavo di proprietà di Viacom hanno ritirato la serie dalle loro formazioni.
Il comportamento di Barr su Twitter era stato considerato una preoccupazione tra i dirigenti della ABC durante la presentazione della première del revival, poiché aveva una storia di post sulle teorie di cospirazione politica (come QAnon e Pedogate) e altri argomenti controversi sul suo account, con una particolare attenzione ai contenuti che farebbe appello ai sostenitori di Donald Trump.
ABC aveva sottolineato con forza il successo della serie durante le sue presentazioni anticipate per la stagione televisiva 2018-19, portando a domande sulle possibili ripercussioni della rete a causa della perdita di potenziali entrate pubblicitarie e dei suoi piani per quella che sarebbe stata la fascia oraria della serie, il programma autunnale.

### Spin-off
Qualche tempo dopo che la cancellazione è stata confermata, alcune fonti di notizie hanno annunciato che ABC sarebbe intenzionata a portare in tv uno spin-off sul personaggio di Darlene, interpretata da Sara Gilbert. Il 4 giugno 2018, la rete conferma di star sviluppando la serie. Il 22 giugno 2018, ABC ordina una prima stagione di 10 episodi dello spin-off, The Conners. La serie vedrà la presenza di tutto il cast ad eccezione della Barr.
Lo spin-off verrà trasmesso sulla ABC dal 16 ottobre 2018.

## Ascolti
La serie ha avuto successo sin dal suo inizio, classificandosi al primo posto nelle classifiche Nielsen nella sua seconda stagione, diventando il programma televisivo più visto negli Stati Uniti dal 1989 al 1990, e trascorrendo le sue prime sei stagioni tra i primi cinque nominati più apprezzati della classifica Nielsen; il finale ha attirato 16 milioni di spettatori.
Pappa e ciccia si è costantemente classificata tra le prime quattro della Nielsen per le sue prime sei stagioni. La serie ha raggiunto il numero 1 nella sua seconda stagione, diventando lo spettacolo televisivo più visto negli Stati Uniti, battendo a malapena I Robinson. Le valutazioni hanno iniziato lentamente a scivolare dopo la sesta stagione, anche se lo show è rimasto tra i primi 10 e la settima stagione e tra i primi 20 durante la stagione otto. È sceso al 35º posto durante la nona stagione.
La première della stagione 10 ha stabilito i record per le metriche di visualizzazione ritardate di Nielsen; è stata vista da 18,45 milioni di spettatori dal vivo e in giornata, ma ha ottenuto altri 6,59 spettatori tramite le metriche di Live+3 - il più grande aumento di spettatori totali da tre giorni di visualizzazioni ritardate dalla prima del 2014 della serie ABC Le regole del delitto perfetto. 2,2 milioni di spettatori sono stati aggiunti nei quattro giorni seguenti (complessivamente 27,26 milioni di spettatori nel complesso), con un conseguente aumento netto di 8,81 milioni di telespettatori nella settimana dalla trasmissione in anteprima. Questo ha battuto un record per il più grande guadagno ottenuto dal live+7 della première della serie ABC The Good Doctor nel settembre 2017.
| Stagione | Messa in onda        | Episodi | Inizio            | Inizio         | Fine           | Fine           | Stagione televisiva | Risultato finale | Risultato finale |
| Stagione | Messa in onda        | Episodi | Data              | Telespettatori | Data           | Telespettatori | Stagione televisiva | Punteggio        | Ascolti          |
| -------- | -------------------- | ------- | ----------------- | -------------- | -------------- | -------------- | ------------------- | ---------------- | ---------------- |
| 1        | Martedì alle 21:00   | 23      | 18 ottobre 1988   | 21.00          | 2 maggio 1989  | n/a            | 1988-1989           | 2                | n/a              |
| 2        | Martedì alle 21:00   | 24      | 12 settembre 1989 | n/a            | 8 maggio 1990  | 27.80          | 1989-1990           | 1                | n/a              |
| 3        | Martedì alle 21:00   | 25      | 18 settembre 1990 | 29.80          | 14 maggio 1991 | 21.90          | 1990-1991           | 3                | n/a              |
| 4        | Martedì alle 21:00   | 25      | 17 settembre 1991 | 28.50          | 12 maggio 1992 | 32.70          | 1991-1992           | 2                | n/a              |
| 5        | Martedì alle 21:00   | 25      | 15 settembre 1992 | 36.70          | 18 maggio 1993 | 28.80          | 1992-1993           | 2                | n/a              |
| 6        | Martedì alle 21:00   | 25      | 14 settembre 1993 | 30.10          | 24 maggio 1994 | 28.10          | 1993-1994           | 4                | n/a              |
| 7        | Mercoledì alle 21:00 | 26      | 21 settembre 1994 | 28.90          | 24 maggio 1995 | 16.30          | 1994-1995           | 9                | n/a              |
| 8        | Martedì alle 20:00   | 25      | 19 settembre 1995 | 22.50          | 21 maggio 1996 | 18.80          | 1995-1996           | 16               | n/a              |
| 9        | Martedì alle 20:00   | 24      | 17 settembre 1996 | 18.90          | 20 maggio 1997 | 16.60          | 1996-1997           | 35               | n/a              |
| 10       | Martedì alle 20:00   | 9       | 27 marzo 2018     | 18.44          | 22 maggio 2018 | 10.58          | 2017-2018           | 3                | 17.85            |

## Riconoscimenti
Nel 1993, Roseanne Barr e Laurie Metcalf hanno entrambi vinto gli Emmy Awards per le loro interpretazioni nella serie, Barr per la miglior attrice protagonista in una serie commedia e Metcalf per la miglior attrice non protagonista. Metcalf ha vinto anche nel 1992 e nel 1994.
Nel 1993, Roseanne Barr e John Goodman hanno entrambi vinto i Golden Globe, Barr come miglior attrice e Goodman come miglior attore. La serie ha vinto il Golden Globe Award per la migliore serie televisiva - Musical o Commedia.
La serie ha vinto un Peabody Award nel 1992 e un People's Choice Award per la Favorite New Television Comedy Program nel 1989. Barr ha vinto altri cinque premi People's Choice per l'interprete femminile preferito in un nuovo programma TV (1989), Favorite Female All Around Entertainer (1990) e Favorite Female TV Performer (1990, 1994 e 1995).
Nel 2008, l'intero cast (ad eccezione di Metcalf) si è riunito ai TV Land Awards per ricevere l'Innovator Award. Nel loro discorso di accettazione, hanno onorato il defunto membro del cast Glenn Quinn.
Il 29 maggio 2018, in seguito alla cancellazione, la ABC ha annunciato di aver sospeso la campagna a sostegno della candidatura di Pappa e ciccia alla prossima edizione degli Emmy.